# 徐孝嗣
徐孝嗣（453年—499年），字始昌，小字遺奴，東海郯人。南朝宋尚書僕射徐湛之孫，著作郎徐聿之子。南朝齐大臣，官至尚書令、中書監、侍中、中軍大將軍、丹楊尹。曾兩度獲顧命，但第一次反協助後來的齊明帝蕭鸞奪位；後一次以宰相之權亦無力匡正東昏侯蕭寶卷，亦不能廢黜他，終被殺。

## 生平

### 劉宋駙馬
徐孝嗣是徐聿之的遺腹子，故此其父親和祖父在元嘉三十一年（453年）遭刘劭殺死之際沒有遭波及，但其母見自己年紀還輕想改嫁，用了吃藥和自己跌倒等方式意欲墮胎，但始終不果。八歲時承襲叔父徐恆之的爵位枝江縣侯。徐孝嗣得到宋孝武帝喜愛，故許配了女兒康樂公主給他。拜駙馬都尉，初任著作郎，後歷任司空太尉二府參軍、安成王文學、驃騎從事中郎領南彭城太守、太尉諮議參軍領南彭城太守及齊國世子庶子。

### 齊武所重
建元元年（479年），蕭道成篡宋建齊，徐孝嗣所繼承的宋爵被削除。入齊後孝嗣先任晉陵太守，後以寧朔將軍任蕭子良的征虜長史，再召入朝先後任尚書吏部郎及太子中庶子，再轉長兼侍中，又轉御史中丞。及後外任吳興太守，在郡中有能幹的名聲。永明七年（489年）王儉去世後，齊武帝徵徐孝嗣朝擔任五兵尚書，並命令負責撰寫南朝儀典的儀曹令史陳淑、王景之、朱玄真及陳義民諮詢孝嗣的意見。永明八年（490年）轉任太子詹事，後再轉吏部尚書，不久加右軍將軍，又轉領太子左衞率，其時朝廷行政諸事很多都交給了孝嗣主理。

### 輔助明帝
永明十一年（493年），齊武帝去世，據其遺詔尚書事務都由徐孝嗣及時任尚書右僕射的王晏處理。皇太孫蕭昭業即位後稱武帝遺詔進孝嗣為尚書右僕射。隆昌元年（494年），轉任散騎常侍、前將軍、丹楊尹。其時，西昌侯蕭鸞圖謀廢帝，並告知徐孝嗣及王晏，二人都欣然同意參與。其時樂預曾經對徐孝嗣說：「外面傳得很盛，似乎會發生伊尹、周公旦那種事，你蒙受了武帝那麼特別的恩德和重大的託付，應該不能同意那種事。人們譏笑褚淵到今天仍看不起他。」正謂徐孝嗣受齊武帝重用，亦是其遺詔請託輔助太孫的大臣之一，正不能像身為劉宋姻親重臣的褚淵那樣盡心幫助蕭齊奪得江山。徐孝嗣聽後心中很同意，但他卻無法實踐出來，還回家親手草擬廢帝所用的皇太后令。同年七月壬辰日（494年9月5日），徐孝嗣與王晏、陳顯達、王廣之、沈文季等幾位武帝遺詔中託付的文武重臣隨蕭鸞及其部眾入宮，同日將蕭昭業捉拿弒害；其時蕭鸞正想要偽作皇太后令正式將皇帝廢黜，徐孝嗣立即就在袖中拿出他草擬好的皇太后令，這令到蕭鸞十分高興。翌日，在蕭鸞控制下正式宣布皇太后令廢帝，改立帝弟新安王蕭昭文。作為參與廢立的回報，朝廷封徐孝嗣為枝江縣侯，食邑一千戶，並給鼓吹隊一部及甲仗五十人入殿的特別待遇，又轉任散騎常侍、尚書左僕射。
同年十月，蕭鸞再廢蕭昭文，自登帝位，是為齊明帝。即以其功加徐孝嗣侍中、中軍大將軍，進封枝江縣公，增封二千戶食邑，並給班劍隊二十人，加兵百人的特別待遇。建武二年（495年），因應北魏進攻，明帝下詔命徐孝嗣假節出駐新亭防備。建武四年（497年），王晏被明帝誅殺，不久便進徐孝嗣為尚書令、領本州中正。建武五年（498年）再加開府儀同三司。其後徐孝嗣以當時與北魏戰事頻仍，上表建議在接壤北魏的徐、兗、司、豫、荊、雍六州實行屯田制，由刺史負責挑選用作適合開懇的土地並由地方兵將耕作，並挑選適合當地氣候和季節的作物，可以增加糧食供應同時減輕南方運糧赴前線的壓力。明帝雖然採納了他的建議，但那時卻已經病重了，戰事又一直持續，最後都沒有施行。

### 遲疑遭禍
永泰元年（498年），明帝去世，遺詔讓徐孝嗣以本官任中書監、並作為委以顧命的諸位大臣之一。太子蕭寶卷即位後，徐孝嗣與劉暄、江祏、江祀、始安王蕭遙光及蕭坦之六位顧命大臣每日輪流當值理政、當時人稱他們為「六貴」，然而其時面對皇帝的各種要求，徐孝嗣無法抗拒、蕭坦之有時順從有時反對、江袥則一直在制約，遂令蕭寶卷心中很不滿；而江祏兄弟、劉暄等人都以皇帝失德想行廢立，但拿不定主義，反倒在相爭中令圖謀敗露，江氏兄弟在永元元年（499年）被誅殺。二江被殺後，蕭遙光及徐孝嗣都很不安，至永元元年八月丙辰日（499年9月3日），蕭寶卷原打算任命遙光為司徒並命其還第，但遙光害怕入宮領旨會被殺掉，遂在當日先一步起兵叛亂，蕭寶卷就召徐孝嗣在內以下眾官守衞皇宮及城門，別遣蕭坦之討伐遙光。蕭遙光叛亂被平定後不久，徐孝嗣升任司空。不過，徐孝嗣卻一直不得安心，在叛亂期間他就曾藉機會和沈文季討論對策，但文季卻始終在迴避；獲授司空後他亦辭讓，更要求卸任丹楊尹，不獲允許。領兵隸屬孝嗣之下的虎賁中郎將許準就曾游說孝嗣是時候起兵行廢立事，但孝嗣卻一直遲疑不決，根本沒有行動。相反，蕭寶卷一直都是因為孝嗣是文官且立場不明才沒有對他下手，但皇帝下面的宦官寵臣們卻厭惡孝嗣，勸寶卷殺掉他。同年十月乙未日（499年12月11日），蕭寶卷召徐孝嗣到華林省，命茹法珍賜其毒酒，孝嗣情緒不變，只對身旁的沈昭略說：「始安王起事那時，我想開門響應他，若果那時你的叔叔同意，就沒有今天的遺憾。」可是，同被賜死的沈昭略卻罵他：「廢昏君立明君，古往今來的好制度。宰相沒有才幹，才有今日的下場！」更用甌擲傷孝嗣的臉，說：「讓你做個破面鬼。」孝嗣飲了一斗多的毒酒才去世，享年四十七歲。
徐孝嗣死後朝廷宣稱其被誅殺，沒有人敢為其送喪，只有會稽人魏溫仁來並出錢幫其籌辦喪事。中興元年（501年），蕭寶卷被殺並追廢其帝位，蕭衍改立蕭寶融為帝，追贈徐孝嗣太尉。中興二年（502年）獲得改葬，並以宣德太后詔令向徐孝嗣追增班劍隊四十人、加羽葆、鼓吹的特別待遇，諡文忠，並改封餘干縣公。

## 性格特徵
- 年紀輕輕就已很特出，儀表端莊持重，不但得孝武帝喜愛，其時士族中人亦對其有很高評價，如尚書左丞劉藏在和徐孝嗣會面過後和其弟劉舍稱徐孝嗣是令僕之才，三十多歲就可當上，勸劉舍和他打好關係[22]。入齊後亦得齊武帝及王儉重視，王儉不但說過孝嗣是宰相之才，更向武帝推薦徐孝嗣作為其繼任者，甚至曾贈四言詩「方軌叔茂，追清彥輔。柔亦不茹，剛亦不吐」稱讚他[23]。蕭子良亦很喜歡他，信佛的他曾讓徐孝嗣及何胤管理佛教法會及一眾僧人事務[24]。任尚書僕射時其聲望甚至比其上司尚書令王晏更高[25]。及至蕭遙光叛亂時宮內眾人人心不穩，在徐孝嗣進宮後也安穩下來。徐孝嗣後來被殺，當時被殺的人都會被人取走屍身上的官帽和衣服，但因當時人們尊敬孝嗣而沒有這樣作[26]。
- 徐孝嗣曾經和齊武帝出游方山，齊武帝即表示他想在此建一座比新林苑更好的行宮，孝嗣即以《西京賦》中形容西漢皇家園林上林苑的句子稱是漢代盛世時作之事，反勸諫現在江南未盡開發而人民勞苦，希望武帝多留神這些。而最終武帝都沒有修築園林[27]。但作為蕭昭業的顧命大臣他不僅無法匡扶皇帝，甚至協助齊明帝蕭鸞奪位，並且不用心於權勢，轉而投入在喜歡的文學賞游之中，謹慎自保的行為不但令他沒有被齊明帝猜忌，亦得當時朝野稱譽。在東昏侯蕭寶卷在位時亦受顧命，他在永元元年（499年）曾上疏建議限制公侯們的婚禮規格，減少奢侈，並得採納[28]；但卻無力阻止皇帝的不當行為，也遏抑不了皇帝的寵臣們，及後即使有意圖推翻皇帝亦無自己領導實踐的決心[29][18]。

## 家庭

### 妻
- 劉修明，宋孝武帝與皇后王憲嫄所生女兒，封康樂公主。

### 子女
- 徐演，长子，娶齐武帝女武康公主，拜驸马都尉，官至太子中庶子，和父亲一起被杀[30]。
- 徐绲、次子，在齊為中书侍郎，在梁朝官至侍中、太常、信武将军，谥顷子。
- 徐況，第三子，娶齐明帝女山阴公主，拜驸马都尉，和父亲一起被杀。[30]
- 徐氏，嫁江夏王蕭寶玄。徐孝嗣被殺後遭令離婚[31]。

### 孫
- 徐君蒨，徐緄子
- 徐君賓，徐緄子
- 徐君宝。徐緄子，梁侍中。徐君宝生梁太常卿徐澈。徐澈生隋国子博士、东莞男徐文远。徐文远生唐王屋令徐士安。徐士安生晋陵丞徐有道。徐有道生通议大夫、使持节陈留郡诸军事守陈留郡太守、河南采访处置使、上柱国徐恽。
- 徐昭佩，徐绲女儿，嫁給藩王時的梁元帝為妻，性好妒嫉而夫妻感情不睦，徐昭佩因此外遇偷情，成為「徐娘半老，風韻猶存」的典故來源。

## 延伸阅读
[在维基数据编辑]
 《南齊書/卷44》，出自萧子显《南齊書》